# Moto Guzzi Daytona 1000 IE
La Daytona 1000 IE è una motocicletta sportiva prodotta dalla Moto Guzzi tra il 1992 ed il 1999.
Inizialmente presentata al Salone di Milano del 1989 in versione a carburatori come replica di una moto da competizione che gareggiava nelle gare per moto derivate dalla serie, la Daytona 1000 IE fu commercializzata a partire dal 1992.
Come consuetudine in ambito motociclistico, il numero 1000 indica la cilindrata del motore; la sigla IE invece indica l'utilizzo dell'iniezione elettronica come sistema d'alimentazione, cosa peraltro molto rara per il periodo (allora si preferiva l'uso di carburatori).

## Origini
La Moto Guzzi Daytona nasce dall'esigenza di sfruttare commercialmente i successi agonistici ottenuti negli Stati Uniti dal preparatore locale John Wittner, ex dentista che successivamente divenne noto agli appassionati come Dr. John, che rinverdivano i fasti della Casa italiana, ritiratasi dalle competizioni negli anni cinquanta.
Fin dagli anni settanta la Moto Guzzi era entrata a far parte del gruppo De Tomaso Industries Ltd., di cui faceva parte anche Benelli, guidato dall'ex pilota divenuto imprenditore Alejandro De Tomaso: una situazione finanziaria tutt'altro che tranquilla e mai rimessa in sesto, un continuo spostamento dei reparti di produzione e montaggio ed una errata politica di prodotto (sia come gamma che come qualità costruttiva - non all'altezza del Marchio), dovuta principalmente alla gestione dell'italoargentino, avevano portato la Casa in cattive acque.

Nonostante un invidiabile palmarès sportivo di oltre 3.300 vittorie in gare ufficiali, alla fine degli anni ottanta la Moto Guzzi aveva ancora in listino una moto di vecchia concezione come la Le Mans 1000 e non disponeva nella sua gamma di una moto sportiva pura, di una moto pronta con cui competere nei campionati riservati alle moto derivate dalla serie.
Durante gli anni ottanta, infatti, le gare motociclistiche delle derivate dalla serie tornarono a destare l'interesse degli appassionati e del pubblico, partendo prima dagli Stati Uniti e dilagando poi in tutto il mondo.
Ricalcando le categorie americane, si svilupparono la Superbike, le gare denominate BOTT (Battle of the Twins, riservata ai bicilindrici) e quelle chiamate SOS (Sound of the Singles, riservata ai monocilindrici). Nelle "BOTT" trovarono largo uso le special spinte da motori bicilindrici a V di Moto Guzzi e Ducati.
Nel 1987 una di esse fu allestita artigianalmente dal Dr. John sulla base di una Le Mans per partecipare alle gare BOTT statunitensi e, con il pilota Doug Braunek in sella ad essa, il piccolo team ottenne il successo durante la settimana di gare che si svolgeva sul circuito di Daytona, vincendo anche il campionato AMA Pro-Twins. Questi successi colpirono De Tomaso in persona, al punto che nel 1988 gli affidò in toto lo sviluppo del motore V2 in versione a 4 valvole per cilindro, un motore progettato dall'ingegner Umberto Todero ma mai sviluppato per la mancanza sia di fondi che di una strategia industriale del gruppo.

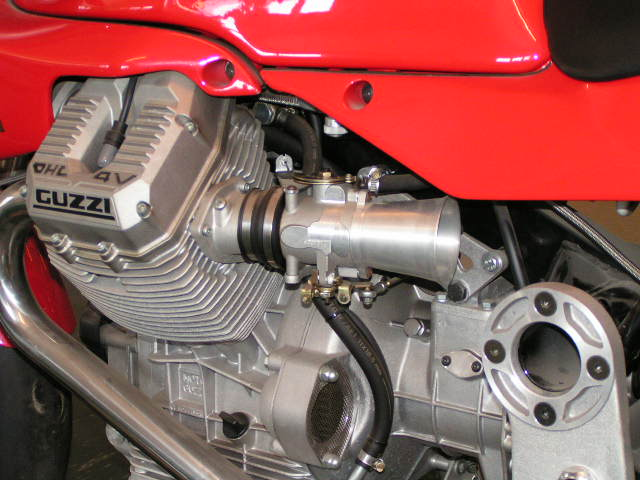
Dettaglio del motore della Moto Guzzi 1000 Daytona RS racer

Il preparatore americano si mise subito all'opera partendo dal prototipo e costruendogli intorno un nuovo telaio, derivato quello utilizzato per le sue prime vittoriose elaborazioni, un telaio che solo questo motore poteva permettere. Egli aveva fin dall'inizio sostituito la "doppia culla" delle serie "Le Mans" e, sfruttando lo spazio tra la V dei cilindri (concepito per essere montato trasversalmente), Dr. John aveva ideato un monotrave discendente a sezione rettangolare che attraversava obliquamente lo spazio in mezzo alla V dei cilindri ed era collegata al forcellone doppio braccio di tipo Cantilever con un singolo ammortizzatore mediante due piastre in lega leggera imbullonate a un corto tubo circolare trasversale con cui la trave terminava sopra al tradizionale cambio longitudinale. Unito al nuovo motore 8 valvole, permise a questa moto di continuare la striscia vittoriosa nel BOTT americano ed ancora una volta vide il successo a Daytona, la gara più prestigiosa della serie, che divenne il nome con cui da allora venne designata la moto.
L'anno successivo, il 1989, De Tomaso invitò Dr. John a Mandello del Lario, sede della Moto Guzzi, e lo convinse a correre anche in Europa. Lui, la sua piccola squadra e lo sconosciuto (in Europa) Doug Braunek fecero quindi il loro esordio alla Due Giorni Internazionale sullo storico circuito di Monza, trovando come avversari l'ex campione del motomondiale Marco Lucchinelli e la sua Ducati 851 ufficiale, già allora vittoriosa nel campionato mondiale Superbike.
Già dalle prime tornate di prova questa Moto Guzzi bianca e rossa, messa in pista da una squadra dai mezzi limitati e pilotata da un pilota come Doug Brauneck che non aveva mai visto la pista prima di allora, destò l'attenzione del pubblico nella sua lotta contro un avversario meglio organizzato: la sorpresa divenne clamore al momento delle prove per lo schieramento ufficiale, quando la Daytona segnò il secondo miglior tempo, staccata di pochi centesimi di secondo dalla Ducati di Lucchinelli e lasciando il vuoto alle sue spalle. Nonostante la mancata vittoria a causa di una banale rottura di un cavo delle candele che fermò Brauneck quando era solo in testa, il risultato mediatico era stato raggiunto: la Moto Guzzi era tornata all'altezza del proprio blasone con una moto sportiva, senza rinunciare al suo motore V2 diventato nel frattempo l'icona stessa della Casa e, a sottolineare l'evento, la Daytona venne premiata a Monza come "Miglior novità tecnica e prestazionale".

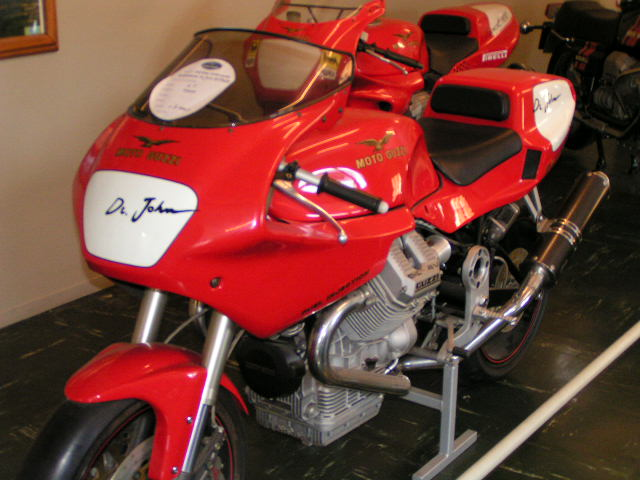
La Moto Guzzi 1000 Daytona esposta al Museo Guzzi

Ma l'azienda non riuscì a dare un seguito all'exploit, in quanto i problemi finanziari della Moto Guzzi non erano ancora stati risolti, e senza più alcun supporto la Daytona poté partecipare solo sporadicamente a nuove gare. Quella fu la fine della versione da competizione, ma l'inizio di una possibile Daytona stradale: visti i successi sportivi la dirigenza Moto Guzzi si convinse di poter mettere in produzione una vera sportiva, anche se la realizzazione del progetto avvenne troppo tardi rispetto all'idea.
Infatti al Salone di Milano del 1989 venne presentata la prima versione stradale, allora denominata 1000 Daytona, replica fedele (livrea bianco-rossa compresa) della moto di Dr. John con l'aggiunta solo dei necessari sistemi di illuminazione e di portatarga.
Nonostante le aspettative generatesi, quegli anni corrisposero ad uno dei periodi più bui della Moto Guzzi dal punto di vista industriale e della gestione vera e propria. Tra rimandi, annunci, ritardi, nuovi annunci, il tempo passava senza che la Daytona arrivasse effettivamente dai concessionari, pronta per essere venduta al grande pubblico che già apprezzava il prodotto con numerosissimi ordinativi.
Si dovette attendere fino al 1992 per poterla finalmente acquistare, troppo tardi per capitalizzarne il potenziale perché dopo 3 anni si trattava di un progetto obsoleto anche per gli occhi coloro che l'avevano ordinata in precedenza. La Ducati, per esempio, aveva ormai in listino la 888 e si preparava a lanciare la 916.

Quella moto assunse il nome definitivo di Daytona 1000 IE perché nel frattempo, con la collaborazione del Dr. John tutto era stato evoluto, dalle semicarenature più leggere e filanti, che avevano sostituito la carenatura integrale, fino al motore, al quale i carburatori erano stati sostituiti con la più moderna ed efficiente iniezione elettronica.

## Versioni successive
Nel 1994 venne lanciata la Daytona Biposto, che come suggerisce il nome era dotata di una sella per il passeggero; il resto della moto era però invariato. Tale modello affiancò solamente la Daytona, senza sostituirla.
Al salone di Milano del 1995 venne presentata la Daytona Racing, edizione limitata costruita in 100 esemplari numerati (più la maquette esposta) con colorazione più scura (lo stesso rosso Guzzi 109 utilizzato dal Falcone Sport) e meccanica grigio medio come la successiva RS. Della RS già in gestazione anticipava anche i dischi anteriori da 320 mm e il freno posteriore senza attacco flottante e asta di reazione su snodi sferici.
Nel 1997 uscì la Daytona RS, versione sportiva che rispetto al modello base aveva beneficiato di diversi miglioramenti, soprattutto alla ciclistica: dischi freno anteriori di 10 mm più grandi, forcelle a steli rovesciati WP in luogo delle Marzocchi telescopiche, cerchi Marchesini con il posteriore da 17" anziché da 18" e dischi anteriori flottanti Brembo Serie Oro con piste in ghisa. Anche il motore fu leggermente rivisto: il rapporto di compressione salì a 10,5:1 e la potenza a 102 cavalli, grazie all'uso profili differenti per gli alberi a camme e di una nuova mappatura per la ECU, adesso una più evoluta Magneti Marelli 16M.
La Daytona fu affiancata dal 1996 dalla 1100 Sport, versione con motore aste e bilancieri derivato maggiorando corsa e alesaggio della Le Mans 1000 (da 88 x 78 a 92 x 80), dotata di alcune migliorie tecniche come i dischi da 320 mm della Racing, scatola filtro con prese d'aria anteriori ricavate nei fianchi della carenatura e codone di disegno più filante. Con l'apparizione della RS, anche la 1100 Sport venne "unificata" a livello di componentistica, adottando l'alimentazione a iniezione e tutte le migliorie di ciclistica ad eccezione dei dischi in ghisa. La stessa base meccanica della RS fu utilizzata per una naked dall'aspetto massiccio e anticonformista, la V10 Centauro, che venne dotato di motore depotenziato a 95CV.